# Judo savez Herceg-Bosne
Judo savez Herceg-Bosne je udruženje hrvatskih judaških društava u BiH. Jedan je od tri judo saveza u BiH, uz Savez Federacije BiH i Savez Republike Srpske. Džudaši koji na natjecanjima pojedinih saveza osvoje odličja stječu pravo nastupa na prvenstvu Bosne i Hercegovine čime su to ujedno i kvalifikacijski turniri. Sjedište saveza je u Matice hrvatske bb, Mostar. Registriran je 2000. godine.

## Vanjske poveznice
- Hercegovina.info Pročitaj najnovije sadržaje vezane uz Judo savez Herceg Bosna
- JK Neretva Intervjui
- Televizija Vecernjak.Net WebPortal Otvaranje Prvenstva Judo saveza Herceg Bosna